# Ambon (wyspa)
Ambon (dawniej Amboina) – wyspa na morzu Banda w Indonezji w archipelagu Moluki u południowo-zachodniego wybrzeża wyspy Seram.
Powierzchnia 805,8 km² (według innych źródeł 761 km²); długość linii brzegowej 201,6 km; 650 tys. mieszkańców (gł. Ambończyków, pochodzenia melanezyjskiego); wyspa górzysta (maksymalna wysokość 1038 m n.p.m.); występują gorące źródła, wzdłuż wybrzeży urodzajne niziny.
Uprawa palmy kokosowej, trzciny cukrowej, goździkowca, muszkatołowca, sagowca, ryżu; rybołówstwo; główne miasto Ambon. Rozwinięty przemysł stoczniowy i przemysł włókienniczy.
Głównym językiem wyspy jest malajski amboński. W powszechnym użyciu jest także język indonezyjski. Autochtoniczne języki wyspy zostały w znacznej mierze wyparte przez malajski.